# Franco Benaglia
Franco Benaglia (Cortemaggiore, 9 agosto 1945) è un politico italiano.

## Biografia
Esponente del Partito Socialista Italiano, è stato sindaco di Cortemaggiore, consigliere provinciale e presidente della provincia di Piacenza dal 1985 al 1990.  Eletto nel consiglio comunale del capoluogo, è stato sindaco di Piacenza dal luglio 1990 al maggio 1992.